# ريان زينك
ريان كيث زينك  (بالإنجليزية: Ryan Zinke)‏(وُلد في 1 نوفمبر عام 1961) هو سياسي أمريكي ورجل أعمال يشغل منصبوزير داخلية الولايات المتحدة وزير داخلية الولايات المتحدةالحالي والثاني والخمسين  منذ عام 2017، في حكومة دونالد ترامب. شغل سابقًا منصب ممثل الولايات المتحدة عن منطقة الكونغرس آت لارج بمونتانا من عام 2015 إلى عام 2017. ومن عام 2009 إلى عام 2013، شغل منصب عضو مجلس الشيوخ بمونتانا ممثلُا عن المنطقة الثانية.
 لعب زينك كرة القدم الأمريكية  في جامعة ولاية أوريغون وحصل على درجة  البكالوريوس في الجيولوجيا. كما حصل على ماجستير إدارة الأعمال وماجستيرالعلوم  في القيادة العالمية. كان أحد أفرادالبحرية الأمريكية من عام 1986 حتى عام 2008، وتقاعد برتبة قائد. وكان أول فرد في البحرية يُنتخب لمنصب في مجلس النواب الأمريكي، شغل زينك سابقًا منصب عضو في لجنة  الموارد الطبيعية ‏ و"لجنة الخدمات المسلحة". وبصفته عضوًا  في الكونغرس، دعم زينك استخدام القوات البرية في الشرق الأوسط لمحاربة "داعش" وعارض قانون الرعاية بأسعار معقولة، واللوائح البيئية المختلفة ونقل الأراضي الإتحادية إلى دول فردية.
ثم أعلن الرئيس المنتخب دونالد ترامب  نيته لترشيح زينك لمنصب  وزير داخلية الولايات المتحدة في 13 ديسمبرعام 2016. وأُكد في 1 مارس عام 2017، علي أن زينك أول  شخص في البحرية وأول مواطن من مونتانا  يشغل منصب في مجلس الوزراء منذ إقامة الدولة. وقد أثارت نفقات زينك بصفته وزيرًا للداخلية، والتي تشمل تكاليف الرحلات الجوية باهظة الثمن أسئلة أخلاقية وجدلًا،  ويُحقق فيها مكتب المفتش العام التابع لوزارة الداخلية.

## بداية حياته وتعليمه
وُلد زينك في بوزمان بمونتانا، ونشأ في وايتفيش. وهو ابن جان مونتانا (هارلو) بيترسن وراي ديل زينك الذي يعمل سباكًا. التحق زينك بالكشافة وحصل على جائزة النسر الكشفية. كما كان نجمًا رياضيًا في مدرسة وايتفيش الثانوية وقَبل منحة رياضية لكرة القدم في جامعة ولاية أوريغون في يوجين؛ حيث لعب  كظهير ‏  خارجي، وانتقل إلى الهجوم وكان مركز الهجوم ‏ الأول والأصغر حجمًا لفريق داكس  مؤتمر باك-12 ‏ تحت قيادة المدرب ريتش بروكس. حصل زينك على درجة البكالوريوس في الجيولوجيا في عام 1984 وتخرج مع مرتبة الشرف. في كتاب زينك أمريكن كومندر، كتب أنه قرر تخصصه من خلال  «الإشارة بشكل عشوائي إلى تخصص من الكتالوج الأكاديمي.» كان المسار المهني المقصود لزينك هو الجيولوجيا تحت الماء. على الرغم من أن زينك لم يعمل على الإطلاق كجيولوجي،  فإنه كان يشير إلى نفسه على أنه جيولوجي.  في وقت لاحق، حصل زينك على ماجستير إدارة الأعمال من الجامعة الوطنية في عام1993 وماجستيرالعلوم في القيادة العالمية من جامعة سان دييغو في عام 2003.

## المهنة العسكرية

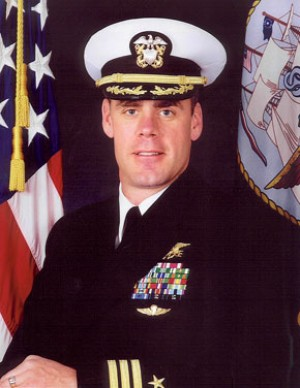
زينك خلال خدمته في البحرية الأمريكية

خدم زينك بصفته جنديًا في البحرية الأمريكية من عام 1986 إلى عام 2008، وتقاعد برتبة قائد. وتخرج في مدرسة الهدم تحت الماء الأساسية/سيل فصل التدريب 136 في فبراير عام 1986ثم خدم مع فريق سيل الأول من عام 1986 إلى عام 1988.وكانت مهمته التالية هي منصب ضابط في المرحلة الأولى لباد  قبل أن يخدم في فريق سيل 6 United States Naval Special  Warfare Development Group (NSWDG من مايو عام 1991 إلى عام 1993.  ثم شغل زينك منصب ضابط خطط للقيادة العامة للقوات البحرية الأمريكية وأوروبا  Commander in Chief, U.S. Naval Forces, Europe (CINCUSNAVEUR) وخدم جولة ثانية في مجموعة التنمية الحربية البحرية الخاصة بالولايات المتحدة بصفته قائد فريق وقائد القوات البرية وقائد فرقة العمل وضابط العمليات الحالية  من عام 1996 إلى عام 1999.
في أواخر التسعينيات، سدد زينك للبحرية مبلغ 211 دولارًا عقب دفع الحكومة بشكل غير صحيح فواتير لنفقات السفر الشخصية. ذكر الضابط السابق لزينك، وهو اللواء المتقاعد حاليًا ألبرت م. كالاند الثالث ‏، إنه نتيجة لذلك، تلقى زينك في يونيه 1999 تقريرًا للياقة البدنية ‏ والذي منعه من الترقي إلى منصب  قائد وحدة، أو إلى رتبة نقيب ‏. أقر زينك بالخطأ ولكنه أكد أن هذا الحدث لم يؤثر سلبًا على حياته المهنية. ووُفق على ترقيته من ملازم قائد إلى قائد في السنة التالية.
من عام 1999 إلى عام 2001، شغل زينك منصب المسئول التنفيذي للوحدة الثانية للحربية البحرية الخاصة ثم عمل بصفته مسئولًا تنفيذيًا لمركزالحربية البحرية الخاصة من عام  2001 إلى  عام 2004. وفي عام 2004،  كان  زينك النائب والقائد لفرقة العمليات الخاصة المشتركة-بشبه الجزيرة العربية. وذكر موقع حملة زينك على الإنترنت  إنه «النائب والقائد» لفرقة العمليات الخاصة–بشبه الجزيرة العربية  وإنه «قاد قوة تضم أكثر من 3500 شخص من أفراد العمليات الخاصة في العراق» في عام 2004. وصرح اللواء المتقاعد مايكل اس. ريباس والذي كان رئيس زينك في العراق، لجريدة نيويورك تايمزإن هذه الادعاءات «يمكن أن  تكون امتدادا» ولكن زينك «قام بعمل جيد» وكان «رجلًا كفؤًا». وعقب جولات زينك في العراق،  خدم «بصفته ضابطًا من الدرجة الثانية (وقائد لفترة وجيزة) لمركز تدريب سيل الرئيسي.» وفي عام 2006، اُختير زينك لإنشاء قيادة التدريب المتقدمة للحربية البحرية الخاصة ‏ وشغل منصب عميد كلية الدراسات العليا حتى تقاعد من الخدمة الفعلية في عام 2008. ضمت كلية الدراسات العليا  250 معلمًا، وقدمت ما يزيد عن 43 دورة على مستوى الكلية لأكثر من 2500 طالب سنويًا في 15 موقعًا مختلفًا في جميع أنحاء العالم. تقاعد من البحرية في عام 2008.

## المشاريع التجارية
في عام 2005، أسس زينك شركة التقسيم القاري الدولية، وهي شركة استشارية لإدارة العقارات وتطوير الأعمال. يدير الشركة أفراد أسرة زينك.  في عام 2009 أسس شركة استشارية في مونتانا. عمل زينك  في مجلس إدارة شركة خط أنابيب النفط (سابقا حافظوا على هواء العالم) من عام 2012 إلى 2015. في تشرين الثاني / نوفمبر عام 2014، أعلن زينك أنه سينقل ملكية شركة التقسيم القاري إلى عائلته في حين يظل هو يعمل بوصفه استشاري.

## العمل السياسي

### سيناتور مونتانا
انتخب زينك سيناتور مونتانا في مجلس الشيوخ في عام 2008، خدم  في الفترة من عام 2009 إلى عام 2013، ومثل مدينة وايتفيش. عندما خدم في مجلس الشيوخ. «كان ينظر له على نطاق واسع على أنه جمهوري معتدل» ولكن بعد ذلك جنح إلى اليمين. جرى اختيار زينك بوصفه رئيس للجنة التعليم وتعزيز التكنولوجيا في الفصول الدراسية الريفية ووصول التعليم لها والسيطرة المحلية على المدارس. كما انه خدم في مجلس الشيوخ المالية والمطالبات. بصفته سيناتور مونتانا كان أيضا عضوا في مجموعة سيما  السيارات الحزبية والقيادية المدعومة من اتحاد صناعة السيارات، وهي مجموعة تتضمن عدد من المشرعيين من الحزبين يتشاكونها تقديرا للسيارات.

#### الاحترار العالمي للطاقة النظيفة
في عام 2008 صرح زينك أنه "يدعم إنتاج الفحم المتزايد لتوليد الكهرباء. ويعتقد أنه يمكن وينبغي انتاجه مع ضمانات بيئية كافية. ويعتقد أن استخدام مصادر الطاقة البديلة والفحم النظيف سيكون مفضل عن الوقود القائم على البترول. في عام 2010 وقعت شركة زينك رسالة تندد بأن زيادة الاحترار العالمي تهديد فهو يعد مضاعف لعدم الاستقرار في أكثرمناطق العالم تقلبا؛ ذاكرا أن الطاقة النظيفة والتحدي المناخي هما سباق الفضاء الأمريكي الجديد." وتحدثت الرسالة عن تكاليف كارثية وعواقب اقتصادية غير مسبوقة من شأنها ان تنجم عن الفشل في إتخاذ إجراء بشأن تغير المناخ وطلب من الرئيس أوباما ومن ثم رئيس مجلس النواب نانسي بيلوسي أن يشجعوا التشريع الكاسح للطاقة النظيفة والملائمة للمناخ.

### حملة عام 2012 لنائب الحاكم
كان زينك مرشح لمنصب نائب حاكو ولاية مونتانا المرشح  نيل ليفينغستون ‏ في انتخابات 2012 ‏. حيث انتهت تذكرة ليفينغستون/زينك في  المركز الخامس من أصل سبعة في الحزب الجمهوري مع 12,038 صوتاً (8,8% من الأصوات).
في عام 2012، أسس زينك شركةسوبر باك للعمليات الخاصة الأمريكية (أريكة) لدعم رومني's حملة الانتخابات الرئاسية في انتخابات 2012 جمعت لجنة العمل السياسي أكثر من 100000دولار ودفعت مبلغ 28,258 إلى شركة التقسيم القاري الدولية، شركة زينك للاستشارات وجمع التبرعات.  أعلن زينك  أنه سيستقيل من منصبه بصفته رئيسا لأريكة يوم 30 سبتمبر، 2013.  حيث يتولى صديقه رجل القوات البحرية الخاصة سابقاً غاري ستبليفيلد مكانه. بينما أدرجه تقرير الإفصاح  المالي لعام 2014 رئيسا لسوبر باك؛ كانت سوبر باك تخصص نفقات مستقلة في دعم حملة زينك منذ 20 تشرين الثاني / نوفمبر 2013. في 2014 قدم المركز القانوني للحملة و 21 ديمقراطية  شكوى مع لجنة الانتخابات الاتحادية بشأن التنسيق بين حملة زينك وسوبر باك. اعتبارا من كانون الأول / ديسمبر 2016؛ لم تتخذ لجنة الانتخابات الاتحادية أي إجراء بشأن هذه المسألة.

### البرنامج الإذاعي
في عام 2013، استضاف زينك برنامجاًإذاعيًا شارك فيه وروج لاراء مؤامرة متضاربة مع تعزيز هامش التآمرية  وتضارب وجهات النظر، بما في ذلك العنصرية بارثرإيزم (الاعتقاد الخاطئ أن باراك أوباما لم يولد في الولايات المتحدة). قال زينك  في البرنامج الإذاعي أنه لم يكن متأكدا ما إذا كان أوباما مواطن أجنبياً ودعا أوباما إلى الإفصاح عن شهادات كليته. في وقت لاحق في عام 2016، بصفته عضو الكونغرس، أوضح زينك في البرنامج الإذاعي أين ولد أوباما مستخدماً شهادة ميلاده مشجعاً نظرية مؤامرة حقيقة أصل أوباما المعروفة بتعزيز بيرثير.

### انتخابات مجلس 2014
في ربيع عام 2014، أعلن زينك ترشيحه لمنطقة مونتانا الضخمة في الكونغرس، وهو المقعد الذي جرى إخلاؤه عندما سعى الجمهوري الحالي النائب ستيف دانيس إلى الحصول على مقعد في مجلس الشيوخ الأمريكي.
فاز زينك في الانتخابات التمهيدية للحزب الجمهوري بخمسة اتجاهات بحصوله على 43,766 صوتاً (33,25%) وواجه المرشح الدائم ميك فيلوس
والمرشح الديقراطي جون لويس وهو مدير سابق لمجلس الشيوخ الديقراطي. ماكس باكس في الانتخابات العامة. انتصر زينك في الانتخابات العامة. حيث فاز بنسبة 55,4% من الأصوات التي بلغت قرابة 350 ألف صوت على مستولى الولاية.

#### انتقاد هيلاري كلينتون
خلال الانتخابات التمهيدية داخل الحزب الجمهوري؛ جذب زينك الانتباه مشيرا إلى هيلاري رودام كلينتون «العدو الحقيقي» و «ضد المسيح.» مسألة أثيرت فيما يتعلق بقضية الإجهاض؛ شدد زينك على أراءه المناهضة للإجهاض  وحصل على تأييد جمعية مونتانا للحق في الحياة.

### الحيازة في المجلس، 2015-2017

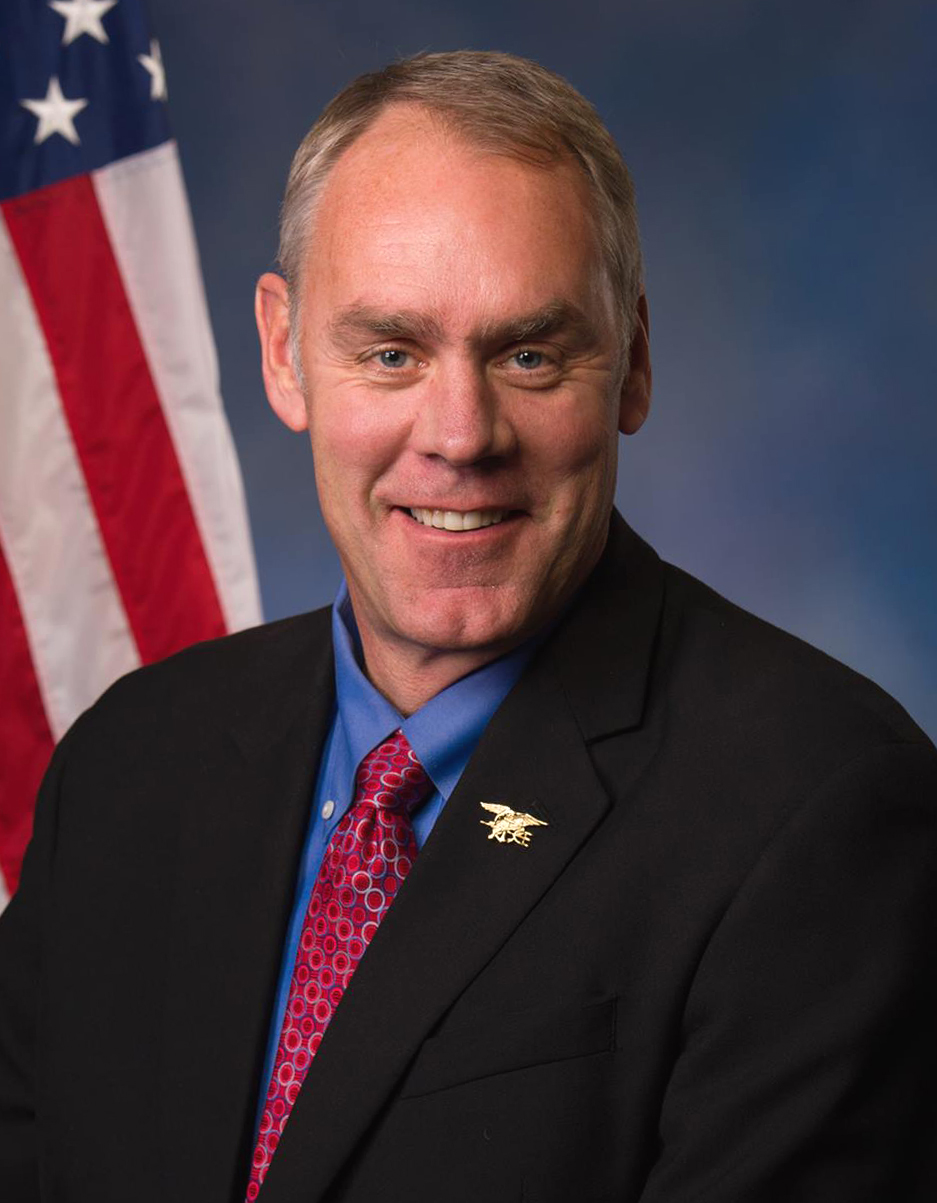
الصورة الرسمية لزينك في المجلس

في الكونغرس، أيد زينك  نشر القوات البرية للولايات المحدة لمحاربة "داعش", «التخلي عن» قانون الرعاية غير السليمة، وتخفيض اللوائح. وأيد جهد الجمهوريين لإلغاء الضريبة العقارية.
 أدان زينك  «وجهات النظر المعادية للسامية» التي عقدها النازيون الجدد والتي تخطط لمسيرة لدعم  / ريتشارد ب سبنسر في وايتفيش, مونتانا في كانون الثاني / يناير 2017.
التعليم
في عام 2015, صوت زيكي لإجراء تعديل اقترحه النائب الديموفراطي ديف لوبساك من الدئرة الانتخابية الثانية بولاية آيوا والذي نص على توسيع نطاق استخدام التعليم الرقمي من خلال إنشاء برنامج تنافسي مجاني لتقييم نتائج الممارسات التعليمية القائمة على التكنولوجيا وتنفيذها. جرت الموافقة على التعديل 218-2013.

#### التنظيم البيئي
صوت زينك في معظم الأحيان ضد أنصار حماية البيئة في القضايا التي تتضمن استخراج الفحم والتنقيب عن النفط والغاز. حصل على نسبة 4% رصيد مدى الحياة من رابطة الناخبين المحافظين لحماية البيئة. عندما فتح الرئيس ترامب تقريبًا كل المياه الساحلية للولايات المتحدة من أجل عمليات التنقيب الاستخراجية، لاغيًا بذلك قوانين الحماية التي وضعها الرئيس أوباما، اعترضت حوالى اثنا عشر ولايًة ساحلية. زار زينك فلوريدا مع محافظ فلوريدا واستطاع اعفاءها وحدها من التنقيب.

#### تغير المناخ
بمرور الوقت، أصبح زينك مهتمًا بموضوع تغير المناخ. ففي عام 2010, حينما كان في مجلس شيوخ الدولة، كان زينك واحدًا من حوالي 1200مشرع دولة وقعوا على خطابللرئيس أوباما والكونجرس داعين إلى«وظائف في مجال الطاقة النظيفة وتشريعات تغير مناخ شاملة.» مع ذلك، فمنذ عام 2010، أعرب زينك أكثر من مرة عن شكه أنتغير المناخ يحدث بسبب الأنشطة البشرية; ففي مناظرة عُقدت في أكتوبر 2014، قال زينك: «إنها ليست خدعة، ولاكنها ليست مثبته كذلك.» وخلال جلسة التصديق التي عقدها مجلس الشيوخ بشأن تعيينه وزير الداخلية، قال زينك أن البشر “يأثرون” على تغير المناخ، ولاكنهم لا يعترفون بالاجماع العلمي الذي يقول أن نشاط الإنسان هو السبب الرئيسي في تغير المناخ.

#### نقل الأراضي الفدرالية إلى الولايات
اختلف زينك مع معظم الجمهوريين حول موضوع نقل الأراضي الفدرالية إلى الولايات، ملقبًا هذه الاقتراحات “بالمتطرفة” ومصوتًا ضدها. في يوليو عام 2016، انسحب زينك باعتباره مندوبًا للموتمر الوطني الجمهوري محتجًا على إحدى البنود في مشروع  الحزب والذي كان سيتطلب نقل بعض الأراضي العامة إلى سيطرة الدولة. قال زينك إنه يدعم “إدارة أفضل للأراضي الفدرالية” بدلًا من نقلها.

### اختصاصات اللجنة
- اللجنة المعنية بالخدمات العسكرية
- اللجنة الفرعية المعنية بالقوات البحرية وقوات الانزال
  -  اللجنة الفرعية المعنية بالإستخبارات ،والتهديدات والإمكانات الصاعدة
- اللجنة المعنية بالموارد الطبيعية  [لغات أخرى]‏
  - اللجنة الفرعية المعنية بالطاقة والموارد المعدنية

### انتخابات مجلس النواب لعام 2016
في عام 2016, ترشح زينك للانتخابات التمهيدية للحزب الجمهوري دون منافس، ثم في 7 يونيو واجه المرشحة الديموقراطيّة ومفوضة الإرشاد العام دنيس جونو ‏ في الانتخابات العامّة في 8 نوفمبر. وقد هزم زينك جونو بحصوله على 56% من الأصوات.

## وزير الداخلية

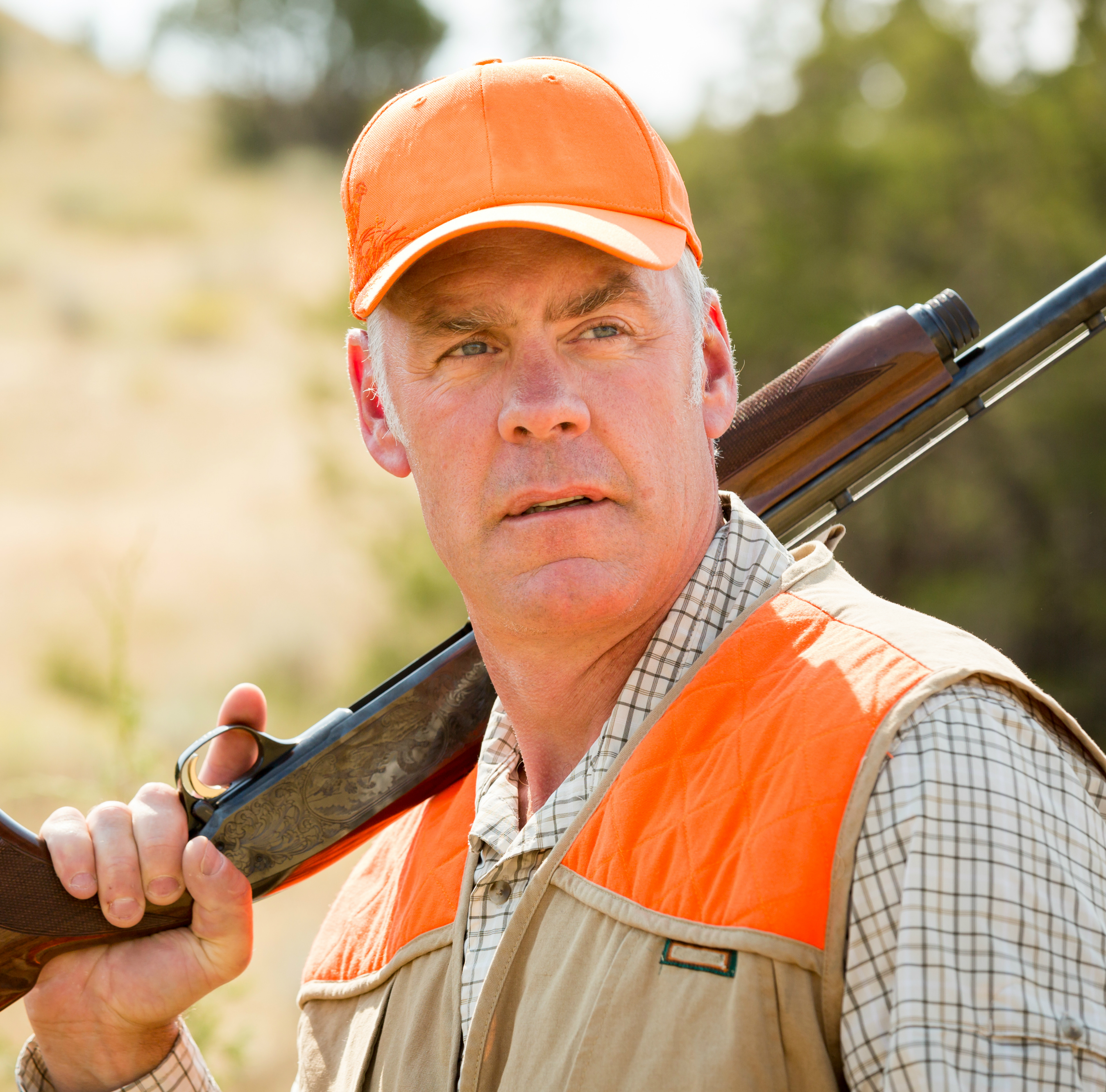
صورة لزينك وهو يصطاد بعد توليه منصب وزير الداخلية

سُمي زينك حينها بالمرشح الذي اختاره الرئيس المنتخب دونالد ترامب لتولي منصب وزير الداخلية الأمريكي في 13 ديسمبر2016. وافقت عليه لجنة الطاقة والموارد المعدنية التابعة لمجلس الشيوخ بموافقة 16 عضوًا واعتراض 6 آخرين في 31 يناير2017  وأكد تعينه مجلس الشيوخ بأكمله بحصوله على 68 صوتًا بالموافقة مقابل 31 صوتًا بالرفض في 31 يناير 2017. ومن بين أعضاء مجلس الشيوخ الذين دعموا قرار تأكيد تعيينه السيناتورالديموقراطي جون تيستر من ولاية مونتانا. تولي زينك مهام منصبه بعد آدائه اليمين الدستورية أمامنائب الرئيس مايك بنس في اليوم نفسه.
في اليوم التالي لآدائه اليمين، امتطي زينك حصانًا تابعًا لشرطة الولايات المتحدة يدعى تونتو لعدة مبانٍ حتى وصل إلى مدخل المبني الرئيسي ‏ بوزارة الداخلية حيث تقام حفلة ترحيب رسمية له.
في 24 مايو 2017, في انتخابات مونتانا الخاصة المعقودة لشغل منصبه في مجلس النواب، هزم المرشح الجمهوري غريغ جاينتفورت نظيره المرشح الديموقراطيّ روب كويست بحصوله على نسبة 49.7% من الأصوات مقابل 44.1% لكويست.

### إلغاء الحظرعلى الرصاصات
في أول يوم كامل له في منصبه الجديد، ألغى زينك السياسة التي نفذها المديرالسابق للمؤسسة الأمريكية للأسماك والحياة البحرية دان آش في 19 يناير2017، وهو آخر يوم لإدارة أوباما، التي تمنع استخدام الرصاصات ومعدات الصيد المصنوعة من الرصاص في المحميات الوطنية للحياة البرية. صرح زينك قائلًا: «على مدار الثمان سنوات الماضية…وجد محبو الصيد والترفيه صعوبة كبيرة في الدخول إلى الأراضي العامة في جميع أنحاء الولايات. وإنه ليقلقني كثيرًا التفكير في أن يصبح صيد المخلوقات البرية والبحرية أنشطة تقتصر فقط على النخبة المالكة للأراضي. ستسمح هذه المجموعة من الأوامر الوزارية دخول محبوا الهواء الطلق بشكل أوسع والتأكد من أن صوت المجتمع مسموع.» كان الهدف من هذه السياسة هو منع تسمم النباتات والحيوانات بالرصاص.
عارض هذه الحركة كلًا مننادي سيرا، مركز التنوع البيولوجي ‏, وغيرها من الجماعات البيئية. في حين لاقت هذه الحركة استحسانًا من السيناتورستيف داينز من ولاية مونتانا، والجمعية الوطنية للبنادق، والمؤسسة الوطنية لرياضات الرماية، بالإضافة إلى «أنصار امتلاك الأسلحة، ومجموعات الرياضيين، والمحميات وكالات الحياة البرية التابعة للدولة.»

### تقليص مساحة المعالم الوطنية
في أبريل عام 2017، بدأ زنكي في دراسة ما لا يقل عن 27 مَعلم وطني لتحديد إذا ما كان هناك أي إمكانية لتقليص مساحتهم. وفي يونيو عام 2017، أوصي زنكي بتقليص حدود معلم بيرز ارز الوطني. وفي أغسطس، أضاف زنكي معلم الأرض الوعرة (Grand Staircase-Escalante National Monument) ومعلمشاستا كاسكيد (Cascade-Siskiyou National Monument) إلي قائمة المعالم المخطط تقليصها كما طالب بقواعد إدارية جديدة لعدة معالم وطنية لتقليل عدد المظورات داخل تلك المعالم. وفي ديسمبر عام 2017، وقع ترامب إعلانات تنفيذية تقلص من مساحة معلم بيرز إيرز إلي 85% ومعلم الأرض الوعرة إلي 46% تقريباً. وأثارت هذة الخطوة العديد من التحديات القانونية. وفي اليوم التالي، أصدر زنك تقريراً ينصح فيه ترامب بتقليص حجم معلمين أخريين—مَعْلم جولد بوت الوطني في نيفادا ومعلم National Monument|Cascade–Siskiyou National Monument في أوريغون. كما أوصي بتغيرات في إدارة ست معالم أثرية أخرى. رحب الجمهوريون بها مثل عضو الكونجرس روبن بيشوب رئيسلجنة الموارد الطبيعية في المجلس وإدانها الديمقراطيون وجماعات المحافظة علي البيئة مثل مجلس الدفاع عن الموارد الطبيعية وسييرا كلوب.
عُرف وزير الداخلية زينك بعزيمته المؤيدة للتنمية، واستغلال الأراضي للبحث عن النفط والغاز والمعادن واستخراجها. إلا أنه قد أوقف عددًا من المقترحات لاستغلال الأراضي من أجل التنمية في مونتانا، ولايته الأم حيث ينظر إليه علي أنه مرشح مستقبلي للمنصب.

### الخلافات القائمة حول النفقات
في سبتمبر 2017 أفات التقارير أن زنك قد استأجر في 26 يونيو طائرة تابعة لشركة تنفيذية في مجال صناعة النفط لرحلة من لاس فيجاس إلىكاليسبيل (مونتانا) . وكان زنك في أفريقيا من أجل الأدلاء بتصريح يتعلق بالأراضي الحكومية وليلقي خطاب في «فيجن غولدن نايتس» التابع لدوري الهوكي الوطني وهو امتياز توسعي يمتلكه ويليام ب. فولي، أحد المتبرعين الرئيسيين لحملات حزب زنكي في الكونغرس. والجدير بالذكر أن الرحلة المستأجرة تكلف دافعي الضرأئب 12.375 دولار. وعادة ما تبدأ تكاليف الرحلات الجوية التجارية بين لاس فيغاس وكاليسبيل بمبلغ 300 دولار. أمضى زينك، الذي يسكن بالقرب من وايتفيش (مونتانا) عند وصوله إلي كالسبيل الليل في مسكنه الخاص، قبل أن يدلي بملاحظاته في الاجتماع السنوي لرابطة الحكام الغربيين صباح اليوم التالي ويتناول الغداء مع أعضاء الجمعية ويشارك في جلسة تصوير لأجل مجلة جي كيو ويجري مقابلة لمجلة أوتسيت. ثم عاد زينك وموظفيه إلي واشنطن علي متن رحلة تجارية في اليوم التالي.
استخدم زينك الطائرات الخاصة وأدي واجبات سياسية ذات علاقة برحلة 1 أبريل بين سانت كروا وسانت توماس في جزر فرجن الأمريكية. سافر زينك إلي سان كروا في 30 آذار / مارس لحضور اجتماع رسمي مع الحاكم كينيث ماب خلال النهار، وأمضى الليلة في حملة جمع التبرعات لصالح الحزب الجمهوري في جزر فيرجن، حيث سُمح فيه للمتبرعين الذين يتراوح عددهم بين 1500 و 5000 دولا بالتقاط صور مع زينك. في صباح اليوم التالي، استقل زينك رحلة خاصة تكلف الحكومة 3,150 دولارًا إلى سانت توماس للاحتفال بالذكرى المئوية لتسليم الدنمارك الجزر إلى الولايات المتحدة .
وفي ديسمبر 2017،  ذكرت صحيفة بوليتكل أن زينك قد حجز طائرات هليكوبتر مروحية بتكلفة تعادل أكثر من 14000 دولار ليسافر في شهري يونيو ويوليو 2017. أحد هذه الرحلات كانت لحضور مراسم أداء يمين خلفه في الكونجرس؛ وكان رد وزارة الداخلية أن استخدام المروحيات الحكومية بدلاً من قيادة السيارة لمدة ساعتين بقولها إن زينك لن يتمكن من المشاركة بشكل كامل في مراسم أداء اليمين دون ذلك. ورد متحدث باسم الداخلية أيضا علي مراسل بوليتيكو عند استفساره عن النفقات، "عار عليك لعدم احترامك مكتب عضو في الكونغرس."  وأخرى استخدم فيه مروحية شرطة بارك لركوب الخيل مع نائب الرئيس مايك بنس؛ وقد بررت وزارة الداخلية استخدام المروحية بدلا من ثلاث ساعات قيادة بالسيارة بقولهم " أن الوزير سيتمكن حينها من الإلمام بقدرات الطيران على طائرة هو المسؤول عنها" وأن طاقم شرطة بارك سيوفر إجراءات إضافية من أجل أمن الوزير أثناء الرحلة." رفض زينك تقرير جريدة بوليتكلو قائلاً " افتراءات كاملة وبعد واقعي عن الواقع " لكنه لم يحدد أي أخطاء في تقارير بوليتيكو.
في مارس 2018، ذكرت وكالة أسوشيتد برس أن وزارة الداخلية أنفقت ما يقرب من 139,000 دولار لتطوير ثلاث مجموعات من الأبواب المزدوجة في مكتب زينك. ورغم ذلك، ادعي المتحدث الرسمي أن زينك لم يكن علي دراية بعقد العمل ذي الصلة.

#### تحقيقات المفتش العام واستفسارات أخرى
في أكتوبر عام 2017، بدأ مكتب المفتش العام لوزارة الداخلية (OIG) في إجراء تحقيقاً في استأجر زينك لثلاث رحلات طيران خلال فترة توليه منصب وزير الداخلية. وفي أبريل 2018, أصدر مكتب المفتش العام تقريره الذي خلص إلي أن رحلة زينك المستأجرة لإلقاء خطاب في شهر يونيو لفريق فيغاس غولدن نايتس مصرح بها «دون معلومات كاملة» وأن الخطاب لم يكن عملًا رسميًا لأن زينك لم يتناقش وزارة الخارجية أو دوره كوزير خارجية. خلص مكتب المفتش العام إلى أن الرحلتين الأخريين المستأجرتين، كانت أحدهما إلي ألاسكا والأخرى إلي جزر فيرجن الأمريكية، «تبدوا معقولتين فيما يتعلق بقطاع الأعمال الرسمي في التابع لقسم التأمين».
أطلق مكتب المستشار الخاص بالولايات المتحدة ‏ تحقيق بموجب قانون هاتش حول أجتماع زنك مع فريق فيغاس جولدن نايتس (فرسان فيغاس الذهبية) في أكتوبر عام 2017.
في مارس 2018، نفى زينك أمام لجنة مجلس الشيوخ الأمريكي للطاقة والموارد الطبيعية ‏ أنه استقل «طائرة نفاثة خاصة لأي مكان» مشيرًا إلى أنه كان في رحلة طيران مستأجرة على متن طائرة مروحية، وليس طائرة ذات محركات نفاثة.

### رفع علم وزارة الداخلية

علم وزير الداخلية

منذ توليه مهامه بصفته وزير الداخلية، أمر زينك موظفي وزارة الداخلية تحليق العلم الوزاري الرسمي فوقمبنى الداخلية الرئيسي متى يكون موجودًا داخل المبنى، بينما يرُفع علم نائبه دافيد بيرنهارت عندما يكون زينك خارج المبنى وسيكون بيرنهارت هو المسئول الأعلى رتبة في غياب زينك. ولكن وفقًا لما ورد عن صحيفة واشنطن بوست: " لا يذكر أحد حدوث "طقوس العلم" هذه أبدًا في الحكومة الأتحادية.

### تذكار الصيد
في تشرين الثاني / نوفمبر 2017، أعلن أن الرئيس ترامب بناءً على نصيحة زينك، أراد درفع حظر استيراد الفيل وغيرها من الألعاب التذكارية الكبيرة من زامبيا وزمبابوي إلى الولايات المتحدة. وقد برر زينك، وهو نفسه صائد تذكاري حماسي، موقفه أمام الأنتقادات بقوله أنه يمتلك أفضل ذكريات طفولته عن الصيد مع والده كما أنه كان قلقًا حول الترويج للصيد للعائلات الأمريكية.. تلقى كل من ترامب وزينك انتقادات حادة بسبب هذا القرار، حيث إن الفيلة الأفريقية مُعرضة للانقراض بالفعل نتيجة الصيد المحظور الصناعي، كما يقتل الصيادون المخالفون حوالي 30.000 من هذه الحيوانات كل عام. خشى المنتقدون أن أمر رفع الحظر عن الاستيراد سيثيرحماس موجة من صائدي التذكار في الولايات المتحدة وأن القرار سيكون بمثابة ضربة ثاضية لنجاة فصائل الأفيال. بعد مرور يومين، علق الرئيس ترامب قراره، قائلًا أنه أراد الأطلاع بنفسه على هذه المسألة. في 2014، قبل أن يفرض الرئيس أوباما الحظر، قتل صائدو التذكار بالولايات المتحدة 671 فيل، و741 أسد، و311 فهد، و1.412 جاموس ماء، و32 وحيد قرن، وشُحنوا على السفن إلى الولايات المتحدة.

### طيهوج عاقل كبير
في عام 2017، إتخذ زينك تدابير لحل خطة 2015 التي كانت تحمي طائر طيهوج عاقل كبير. وسعت وزارة الداخلية إلى تغيير خطط إدارة موطن طيور الطهيوج في 10 ولايات بطريقة تجعل من الممكن فتح مساكن طيور الطهيوج علي أراضي استخراج المعادن والرعي. ورحب بهذه المقترحات صناعة الغاز والنفط بينما أدانها الأختصاصيون البيئيون.

### قانون معاهدة الطيور المهاجرة
تحت رعاية زينك، اعتمدت وزارة الداخلية تفسيرًا مُقيد لقانون معاهدة الطيور المهاجرة، مصدرًا وثيقة إرشادية تصرح أ، قتل الطيور «الناتج عن نشاط ليس محظورًا من قانون معاهدة الطيور المهاجرة حينما لا يكون الغرض الأساسي من النشاط هو آسر الطيور». وعارض هذه الخطوة مجموعة من حزبين مكونة من 17 شخص من كبار مسئولي وزارة الخارجية السابقين، بما يتضمن سبعة رؤساء سابقين لإدارة الطيور المهاجرة في  الولايات المتحدة للأسماك والأحياء البرية، والذين خدموا في كل فترات الرئاسة منذ فترة نيكسون حتى تولي أوباما. في رسالة أُرسلت إلى زنك وأعضاء الكونغرس كتب المسئولون السابقون أن «أن هذا الرأي القانوني متناقض للتفسير الراسخ من كل الإدارات كافة (الجمهورية والديمقراطية) منذ على الأقل 1970.»

### وزارة الداخلية للموظفين
في يونيو 2017، طالب زينك لإلغاء 4.000 وظيفة من وزارة الخارجية، وأيد مقترح البيت الأبيض لتخفيض ميزانية الوزراة بنسبة 13.4%. في الشهر نفسه، أمر زينك بإعادة تكليف 50 شخص من أعضاء الداخلية في الخدمة التنفيذية العليا، "مما دفع بالكثير إلى الوظائف التي لديهم القليل من الخبرة  عنها والتي كانت في مواقع مختلفة." نطاق هذه الخطوة كانت غير عادية. وأحد اونشر أحد كبار المسئولين التنفيذين في الداخلية المُعاد تكليفهم (العالم جويل كليمنت)  افتتاحية في الواشنطن بوستيقول فيها أن أعادة التكليف كان بغرض الانتقام منه " للتحدث علنًا عن الأخطار التي يشكلها تغير المناخ على مجتمعات السكان الأصليين في ألاسكا"  هذه التحركات دفعت مكتب المفتش العام بوزارة الداخلية لإجراء مسبار تحري."
في عام 2017، ألقى زينك كلمة أمام المجلس القومي للبترول حيث قال أن ثلث ثلث موظفي وزارة الداخلية كانوا غير مخلصين لترامب وأن «لدي 30٪ من الموظفين غير موالين للعلم». وأثارت تصريحات زينك اعتراضات التحالف من أجل حماية المتنزهات القومية الأمريكية ومؤسسة الأراضي العامة وجمعية المتقاعدين من موظفي خدمة الأسماك والأحياء البرية (والتي وصفت التعليقات بأنها «سخيفة ومهينة للغاية») والسيناتور الديمقراطي ماريا كانتويل العضوة البارزة في لجنة مجلس الشيوخ الأمريكي للطاقة والموارد الطبيعية (التي قالت إن زينك لديه«سوء فهم أساسي لدور» الخدمة المدنية الاتحادية).

## الحياة الشخصية
إن زينك متزوجًا من لوليت هاند  إن زينك متزوجًا من لوليت هاند، ولديه ثلاثة أطفال وهم: وولفجانج، كونراد وجنيفر.
زينك يقضي وقته بين واشنطن،وايتفيش (مونتانا) ؛ سانتا باربارا (كاليفورنيا) والتي تكون مسقط رأس زوجته. ويعتنق زينك مذهب اللوثرية.

## References
1. 1 2 3 4 5 6 7 8 9 10 11 12   https://www.doi.gov/whoweare/secretary-ryan-zinke. اطلع عليه بتاريخ 2018-10-23. {{استشهاد ويب}}: |url= بحاجة لعنوان (مساعدة) والوسيط |title= غير موجود أو فارغ (من ويكي بيانات) (مساعدة)
2. ↑   https://www.washingtonpost.com/national/small-montana-firm-lands-puerto-ricos-biggest-contract-to-get-the-power-back-on/2017/10/23/31cccc3e-b4d6-11e7-9e58-e6288544af98_story.html. {{استشهاد ويب}}: |url= بحاجة لعنوان (مساعدة) والوسيط |title= غير موجود أو فارغ (من ويكي بيانات) (مساعدة)
3. ↑   https://www.doi.gov/whoweare/secretary-ryan-zinke. اطلع عليه بتاريخ 2018-12-20. {{استشهاد ويب}}: |url= بحاجة لعنوان (مساعدة) والوسيط |title= غير موجود أو فارغ (من ويكي بيانات) (مساعدة)
4. 1 2 3 4 5   http://bioguide.congress.gov/scripts/biodisplay.pl?index=Z000018. {{استشهاد ويب}}: |url= بحاجة لعنوان (مساعدة) والوسيط |title= غير موجود أو فارغ (من ويكي بيانات) (مساعدة)
5. 1 2   https://www.workwithdata.com/person/ryan-k-zinke-1961. اطلع عليه بتاريخ 2024-11-21. {{استشهاد ويب}}: |url= بحاجة لعنوان (مساعدة) والوسيط |title= غير موجود أو فارغ (من ويكي بيانات) (مساعدة)
6. ↑  "Montana Legislature: Ryan Zinke". مؤرشف من الأصل في 2018-06-12.
7. ↑  Angel, Kristi. "Certificate of release". The Billings Gazette (بالإنجليزية). Archived from the original on 2018-06-12. Retrieved 2017-02-14.
8. ↑  "Donald Trump picks Montana Rep. Ryan Zinke for interior secretary" (بالإنجليزية). Archived from the original on 2017-10-13. Retrieved 2017-02-14.
9. ↑  "Zinke favors increasing 'uses,' boosting production of federal lands". Spokesman.com (بالإنجليزية). Archived from the original on 2018-06-12. Retrieved 2017-02-14.
10. ↑  Steele, Jeanette. "Zinke marks 1st Navy SEAL for Cabinet slot". San Diego Union Tribune (بالإنجليزية الأمريكية). Archived from the original on 2018-06-12. Retrieved 2017-02-14.
11. ↑  Killough، Ashley؛ Barrett، Ted (1 مارس 2017). "Senate approves Trump's nominee for Interior". CNN. مؤرشف من الأصل في 2017-09-15. اطلع عليه بتاريخ 2017-03-01.
12. ↑  "Ryan Zinke's use of charter flights under investigation by interior department". Associated Press. 2 أكتوبر 2017. مؤرشف من الأصل في 2019-04-14.
13. ↑  Zinke، Ryan (29 نوفمبر 2016). "Ray Dale Zinke"&hl=en&sa=X&ved=0ahUKEwi-x9rQsfLQAhUI3YMKHdMiAw8Q6AEIGDAA "American Commander: Serving a Country Worth Fighting For and Training the Brave Soldiers Who Lead the Way". HarperCollins Christian Publishing. مؤرشف من الأصل في 2018-08-09 – عبر Google Books. {{استشهاد ويب}}: تحقق من قيمة |مسار أرشيف= (مساعدة)
14. 1 2  Frederica, Wilson, (26 Feb 2015). "H.Amdt.42 to H.R.5 - 114th Congress (2015-2016) - Amendment Text". www.congress.gov (بالإنجليزية). Archived from the original on 2018-08-09. Retrieved 2017-02-14.{{استشهاد ويب}}:  صيانة الاستشهاد: أسماء متعددة: قائمة المؤلفين (link) صيانة الاستشهاد: علامات ترقيم زائدة (link)
15. ↑  Zelisko، Larry (8 فبراير 2017). "Larry the Answer Guy: 4 Eagle Scouts in Trump's Cabinet". USA Today. مؤرشف من الأصل في 2018-06-13. اطلع عليه بتاريخ 2017-07-27.
16. ↑  Johnson، Charles S. (27 سبتمبر 2014). "U.S. House candidate profile: Ryan Zinke". Ravelli Republic. هاميلتون (مونتانا). مؤرشف من الأصل في 2018-06-12. اطلع عليه بتاريخ 2016-12-14.
17. 1 2  "Montana Secretary of State". mtelectionresults.gov (بالإنجليزية). Archived from the original on 2019-02-08. Retrieved 2017-10-12.
18. ↑  Smita Nordwall (15 ديسمبر 2016). "Who is Ryan Zinke?". صوت أمريكا. مؤرشف من الأصل في 2018-06-12.
19. ↑  Ganim، Sara. "Ryan Zinke refers to himself as a geologist. That's a job he's never held". CNN. مؤرشف من الأصل في 2018-07-11. اطلع عليه بتاريخ 2018-04-18.
20. ↑  Herron، Elise. "Secretary of Interior Ryan Zinke Says a 34-Year-Old Undergrad Degree From the University of Oregon Qualifies Him As a Geologist. Others Disagree". Willamette Week. مؤرشف من الأصل في 2018-06-12. اطلع عليه بتاريخ 2018-04-18.
21. ↑  Johnson، Charles (9 أغسطس 2014). "Zinke releases some Navy records on SEAL career; Dems seek more". Billings Gazette. مؤرشف من الأصل في 2018-04-16. اطلع عليه بتاريخ 2016-04-13.
22. ↑  McEwen, Scott; Miniter, Richard (25 Feb 2014). Eyes on Target: Inside Stories from the Brotherhood of the U.S. Navy SEALs (بالإنجليزية). Center Street. ISBN:9781455575688. Archived from the original on 2020-01-02.
23. ↑  "Montana State Senator Ryan Zinke Joins STWA's Board of Directors :: QS Energy, Inc. (QSEP)". www.qsenergy.com (بالإنجليزية). Archived from the original on 2018-06-12. Retrieved 2017-02-14.
24. ↑  Johnson، Charles S. (16 يوليو 2014). "U.S. House candidate Zinke amasses more wealth than Lewis". Missoulian. مؤرشف من الأصل في 2017-10-23.
25. ↑  Alan Zarembo, Does being a veteran help candidates? A Montana politician hopes so, Los Angeles Times (October 24, 2014). نسخة محفوظة 15 أكتوبر 2017 على موقع واي باك مشين.
26. ↑  "Zinke may have Trumped McMorris Rodgers for Interior secretary". www.sema.org (بالإنجليزية). Archived from the original on 2018-09-17. Retrieved 2017-02-14.
27. ↑  "Congressional Meet and Greet - Congressman Ryan Zinke (R-MT)  | Stay Informed | K&L Gates". www.klgates.com (بالإنجليزية). Archived from the original on 2018-08-09. Retrieved 2017-02-14.
28. ↑  "Examining the Fresh Faces in Congress | SEMA". www.sema.org (بالإنجليزية). Archived from the original on 2018-08-09. Retrieved 2017-02-14. {{استشهاد ويب}}: الوسيط غير المعروف |utmccn= تم تجاهله (help) and الوسيط غير المعروف |utmcmd= تم تجاهله (help)
29. 1 2  "State Automotive Enthusiast Leadership Caucus | SEMA" نسخة محفوظة 9 أغسطس 2018 على موقع واي باك مشين.. www.sema.org (باللغة الإنجليزية). اطلع عليه بتاريخ 14 فبراير 2017."State Automotive Enthusiast Leadership Caucus | SEMA". www.sema.org (بالإنجليزية). Archived from the original on 2018-08-09. Retrieved 2017-02-14.
30. ↑  "Archived Election Results". sos.mt.gov (بالإنجليزية الأمريكية). Archived from the original on 2018-06-01. Retrieved 2017-02-14.
31. ↑  Redden، Molly (1 نوفمبر 2013). "GOP congressional candidate using campaign money scheme pioneered by…Stephen Colbert". Mother Jones. مؤرشف من الأصل في 2017-03-02.
32. ↑  Soo Rin Kim (14 ديسمبر 2016). "Zinke's nomination could bring questions about super PAC ties - OpenSecrets Blog". OpenSecrets. مؤرشف من الأصل في 2018-05-17.
33. ↑  Andrew Kaczynski (16 أبريل 2018). "Zinke invited birthers, questioned Obama's college records on his radio show in 2013". CNN. مؤرشف من الأصل في 2018-06-14.
34. ↑  Molly Redden, Meet the GOP Congressional Candidate Who Called Hillary Clinton the "Antichrist", Mother Jones (February 4, 2014). نسخة محفوظة 20 ديسمبر 2016 على موقع واي باك مشين.
35. ↑  Charles S. Johnson, Zinke’s abortion votes draw criticism, but he’s pro-life, Billings Gazette (May 4, 2014) (also published in the Missoulian). نسخة محفوظة 30 أغسطس 2016 على موقع واي باك مشين.
36. ↑  Will Wadley, MT Republicans push repeal of 'Death Tax', KECI (April 15, 2015). نسخة محفوظة 20 ديسمبر 2016 على موقع واي باك مشين.
37. ↑  Coffman، Keith؛ Johnson، Eric M. (27 ديسمبر 2016). "Montana Lawmakers Unite To Denounce Neo-Nazi Rally Plans". Forward. مؤرشف من الأصل في 2018-07-11. اطلع عليه بتاريخ 2016-12-29.
38. ↑  Fletcher-Frye, Jessica. "Loebsack visits Columbus to discuss legislation for rural schools". The Quad-City Times (بالإنجليزية). Archived from the original on 2018-06-12. Retrieved 2017-02-14.
39. ↑  Juliet Eilperin, Trump taps Montana congressman Ryan Zinke as interior secretary, Washington Post (December 13, 2016). نسخة محفوظة 24 مارس 2018 على موقع واي باك مشين.
40. ↑  "National Environmental Scorecard: Ryan Zinke". League of Conservation Voters. مؤرشف من الأصل في 2019-04-15. اطلع عليه بتاريخ 2017-03-27.
41. ↑  Egan, Timothy (2018). "Opinion | The Mad King Flies His Flag". The New York Times (بالإنجليزية الأمريكية). ISSN:0362-4331. Archived from the original on 2018-07-04. Retrieved 2018-01-20.
42. ↑  Friedman, Lisa (2018). "Trump Moves to Open Nearly All Offshore Waters to Drilling". The New York Times (بالإنجليزية الأمريكية). ISSN:0362-4331. Archived from the original on 2018-07-12. Retrieved 2018-01-20.
43. ↑  Chelsea Harvey, Trump's pick for Interior secretary can’t seem to make up his mind about climate change, Washington Post (December 21, 2016). نسخة محفوظة 05 يناير 2018 على موقع واي باك مشين.
44. ↑  Chris Mooney & Andee Erickson, Ryan Zinke admits humans 'influence' climate change. But scientists say we're the 'dominant cause.', Washington Post (January 17, 2017). نسخة محفوظة 05 مايو 2018 على موقع واي باك مشين.
45. ↑  Amy Harder & Michael C. Bender, Donald Trump Picks Montana Congressman Ryan Zinke as Interior Secretary, Wall Street Journal (December 13, 2016). نسخة محفوظة 24 نوفمبر 2017 على موقع واي باك مشين.
46. ↑  Lutey، Tom (15 يوليو 2016). "Zinke resigns delegate post over public lands disagreement; still will speak at RNC". billingsgazette.com. Billings Gazette. مؤرشف من الأصل في 2019-04-02. اطلع عليه بتاريخ 2016-07-16. {{استشهاد ويب}}: استعمال الخط المائل أو الغليظ غير مسموح: |ناشر= (مساعدة)
47. ↑  Dennison، Mike. "Zinke and Juneau raising big bucks for U.S. House battle". KXLF. مؤرشف من الأصل في 2017-10-12. اطلع عليه بتاريخ 2016-05-02.
48. ↑  "Election 2016 Results: Bullock Re-elected Governor, Zinke Cruises". Flathead Beacon. 8 نوفمبر 2016. مؤرشف من الأصل في 2018-07-12. اطلع عليه بتاريخ 2016-11-15.
49. ↑  "Trump picks Montana Rep. Zinke for interior post". Associated Press. 15 ديسمبر 2016. مؤرشف من الأصل في 2018-06-12.
50. ↑  Fears، Darryl (31 يناير 2017). "Ryan Zinke is one step closer to becoming interior secretary". Washington Post. مؤرشف من الأصل في 2019-05-02.
51. ↑  Ashley Killough & Ted Barrett. "Senate approves Trump's nominee for Interior". CNN. مؤرشف من الأصل في 2018-07-12.CS1 maint: Uses authors parameter (link)
52. ↑  Darryl Fears, Senate confirms Ryan Zinke as interior secretary, Washington Post (March 1, 2017). نسخة محفوظة 13 يناير 2018 على موقع واي باك مشين.
53. ↑  http://www.washingtontimes.com, The Washington Times. "Jon Tester, Montana Democrat, backs interior pick Republican Ryan Zinke". The Washington Times (بالإنجليزية الأمريكية). Archived from the original on 2017-08-09. Retrieved 2017-02-22. {{استشهاد بخبر}}: روابط خارجية في |الأخير= (help)
54. ↑  Pence swears in Zinke as Interior Secretary, Reuters (March 1, 2017). نسخة محفوظة 09 أغسطس 2017 على موقع واي باك مشين.
55. ↑  Haag، Matthew (2 مارس 2017). "The Interior Secretary, and the Horse He Rode in On". The New York Times. ISSN:0362-4331. مؤرشف من الأصل في 2018-06-12. اطلع عليه بتاريخ 2017-03-02.
56. ↑  "Trump cabinet member trots through Washington on horseback". BBC News. 2 مارس 2017. مؤرشف من الأصل في 2019-04-30.
57. ↑  Wolfgang، Ben (2 مارس 2017). "Trump's team scraps Obama-era ban on lead bullets". واشنطن تايمز. مؤرشف من الأصل في 2018-04-25. اطلع عليه بتاريخ 2017-06-13.
58. ↑  Cama، Timothy (2 مارس 2017). "Interior secretary repeals ban on lead bullets". The Hill. مؤرشف من الأصل في 2018-06-12. اطلع عليه بتاريخ 2017-06-13.
59. ↑  Reilly، Patrick (3 مارس 2017). "Lead shot OK'd for federal lands: what does that mean for conservation?". Christian Science Monitor. مؤرشف من الأصل في 2017-09-20. اطلع عليه بتاريخ 2017-06-13.
60. ↑  Daly، Matthew (2 مارس 2017). "New Interior Secretary Zinke reverses lead-ammunition ban". Associated Press. مؤرشف من الأصل في 2017-10-12. اطلع عليه بتاريخ 2017-06-13.
61. ↑  "Lead Ammunition Poisons Wildlife But Too Expensive To Change, Hunters Say". الإذاعة الوطنية العامة. 20 فبراير 2017. مؤرشف من الأصل في 2018-05-12. اطلع عليه بتاريخ 2017-06-13.
62. ↑  Fears، Darryl؛ Eilperin، Juliet (12 يونيو 2017). "Interior secretary recommends Trump consider scaling back Bears Ears National Monument". واشنطن بوست. مؤرشف من الأصل في 2018-03-19. اطلع عليه بتاريخ 2017-06-13.
63. ↑  Jimmy Tobias, Under threat: the three national monuments in Trump's sights, The Guardian (August 24, 2017). نسخة محفوظة 24 أبريل 2018 على موقع واي باك مشين.
64. ↑  Juliet Eilperin & Darryl Fears, Interior secretary recommends Trump alter at least three national monuments, including Bears Ears, Washington Post (August 24, 2017). نسخة محفوظة 09 مايو 2018 على موقع واي باك مشين.
65. ↑  Adam Candee, Zinke recommends shrinking Gold Butte National Monument, Las Vegas Sun (December 5, 2017). نسخة محفوظة 22 ديسمبر 2017 على موقع واي باك مشين.
66. ↑  Turkewitz, Julie (16 Apr 2018). "Ryan Zinke Is Opening Up Public Lands. Just Not at Home". The New York Times (بالإنجليزية الأمريكية). ISSN:0362-4331. Archived from the original on 2018-06-14. Retrieved 2018-04-17.
67. ↑  Drew Harwell and Lisa Rein (28 سبتمبر 2017). "Zinke took $12,000 charter flight home in oil executive's plane, documents show". Washington Post. مؤرشف من الأصل في 2019-05-20.
68. ↑  Stanton، Zack (28 سبتمبر 2017). "Interior Secretary Zinke traveled on charter, military planes". Politico. مؤرشف من الأصل في 2019-05-20.
69. ↑  Green، Miranda (4 أكتوبر 2017). "Ryan Zinke, Golden Knights meeting under investigation". CNN. مؤرشف من الأصل في 2019-04-13.
70. 1 2 3  Ben Lefebvre (8 ديسمبر 2017). "Zinke booked government helicopters to attend D.C. events". Politico. مؤرشف من الأصل في 2018-05-10.
71. ↑  Wayne Pacelle: Ending the Madness of International Trophy Hunting of Rare Animals, A Humane Nation, 30. September 2015. نسخة محفوظة 10 مايو 2020 على موقع واي باك مشين.
72. ↑  Lisa Friedman, Interior Department to Overhaul Obama's Sage Grouse Protection Plan, New York Times (September 28, 2017). نسخة محفوظة 02 مايو 2018 على موقع واي باك مشين.
73. ↑  Nathan Rott, Trump Administration Revises Conservation Plan For Western Sage Grouse, Morning Edition, NPR (August 7, 2017). نسخة محفوظة 01 مايو 2018 على موقع واي باك مشين.
74. ↑  Darryl Fears & Dino Grandoni, The Trump administration has officially clipped the wings of the Migratory Bird Treaty Act, Washington Post (April 13, 2018). نسخة محفوظة 26 أبريل 2018 على موقع واي باك مشين.
75. ↑  Hannah Waters, 17 Former Federal Officials to Zinke: Don't Change the Migratory Bird Treaty Act, Audubon Society (January 11, 2018). نسخة محفوظة 17 أبريل 2018 على موقع واي باك مشين.
76. ↑  Dino Grandoni, The Energy 202: Ryan Zinke's move is not for the birds, say 17 former Interior officials, Washington Post (January 12, 2018). نسخة محفوظة 17 أبريل 2018 على موقع واي باك مشين.
77. ↑  Juliet Eilperin & Lisa Rein, Zinke moving dozens of senior Interior Department officials in shake-up, Washington Post (June 16, 2017). نسخة محفوظة 30 أبريل 2018 على موقع واي باك مشين.
78. ↑  Nathan Rott, Climate Scientist Says He Was Demoted For Speaking Out on Climate Change, NPR (July 19, 2017). نسخة محفوظة 25 أكتوبر 2017 على موقع واي باك مشين.